# Yushania wardii
Yushania wardii là một loài thực vật có hoa trong họ Hòa thảo. Loài này được (Bor) Ohrnb. miêu tả khoa học đầu tiên năm 1996.